# Alessandra Mele
Alessandra Mele (n. 5 septembrie 2002, Pietra Ligure, Liguria, Italia) este o cântăreață italiano-norvegiană. A reprezentat Norvegia la Concursul Muzical Eurovision 2023 cu piesa „Queen of Kings” și a obținut locul 5 cu 268 puncte. Piesa ei este foarte cunoscută pe TikTok.